# 庫哈爾姆山 (古爾克阿爾卑斯山脈)
47°02′06″N 14°15′01″E / 47.035052°N 14.250142°E
庫哈爾姆山（德語：Kuhalm），是奧地利的山峰，位於該國南部，處於克恩頓州和施泰爾馬克州接壤的邊界，屬於古爾克阿爾卑斯山脈的一部分，海拔高度1,784米，每年平均降雨量2,054毫米。